# Atalaya (Ucayali)
Atalaya é uma cidade do Peru, capital da província de Atalaya e do distrito de Raymondi, região de Ucayali.